# Капела Медічі
Капела Медічі — меморіальна каплиця,  створена за задумом італійського скульптора і художника Мікеланджело Буонарроті в місті Флоренція.

## Повернення у Флоренцію

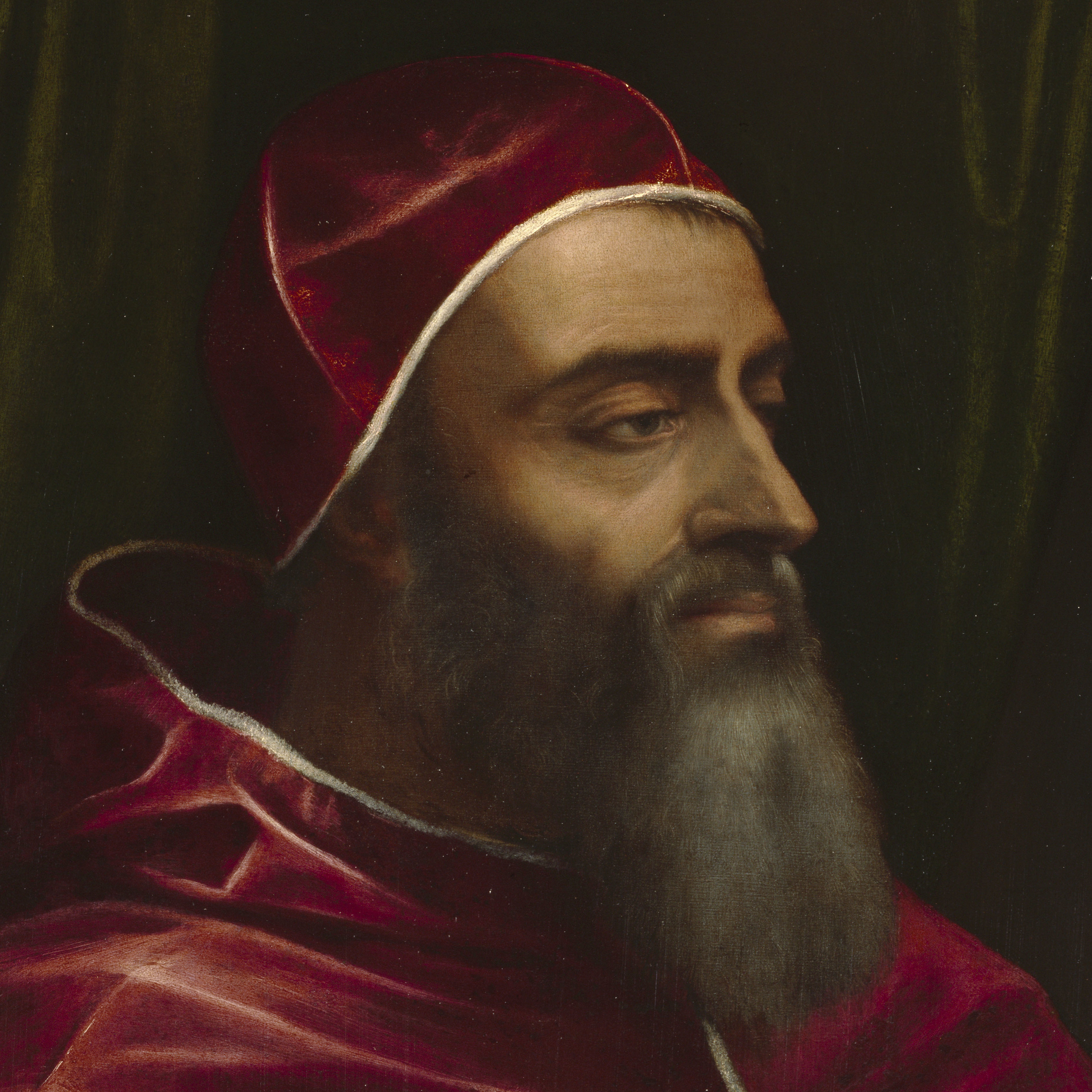
Джуліо Медічі — папа римський Климент VII.

Він прибув у Флоренцію 1514 року, бо папа римський Лев Х Медічі замовив йому створити новий фасад для місцевої церкви Сан-Лоренцо, родинного храму впливової родини Медічі. За вербальною програмою цей фасад повинен був стати «дзеркалом всієї Італії», втіленням найкращих рис майстерності італійських митців і свідком могутності роду Медічі. Довгі місяці роздумів, проєктні рішення, перебування самого Мікеланджело в мармурових кар'єрах виявилися марними… На реалізацію грандіозного фасаду не вистачило грошей — і проєкт зійшов на нівець по смерті папи.
Аби не відштовхнути від родини образливого і амбітного митця, кардинал Джуліо Медічі доручив тому не доробляти фасад, а створити каплицю в тій же церкві Сан Лоренцо. Роботи над нею розпочалися в 1519 році.

## Задум і проєкти
Надгробок доби відродження пройшов значний шлях розвитку, коли до теми меморіальної пластики був вимушений звернутися і Мікеланджело. Каплиця Медічі — твір за замовою грізного і могутнього роду Медічі, а не вільне волевиявлення творчого генія.
В перших начерках було запропоновано створити і надгробки представників родини, що рано померли — герцога Немурського Джуліано та герцога Урбінського Лоренцо, які Мікеланджело хотів розмістити посередині каплиці. Але розробка нових варіантів і вивчення досвіду попередників примусили митця звернутися до традиційної схемі бічних, пристінних монументів. Мікеланджело розробив пристінні варіанти в останньому проєкті, прикрасивши надгробки скульптурами, а люнети над ними — фресками.

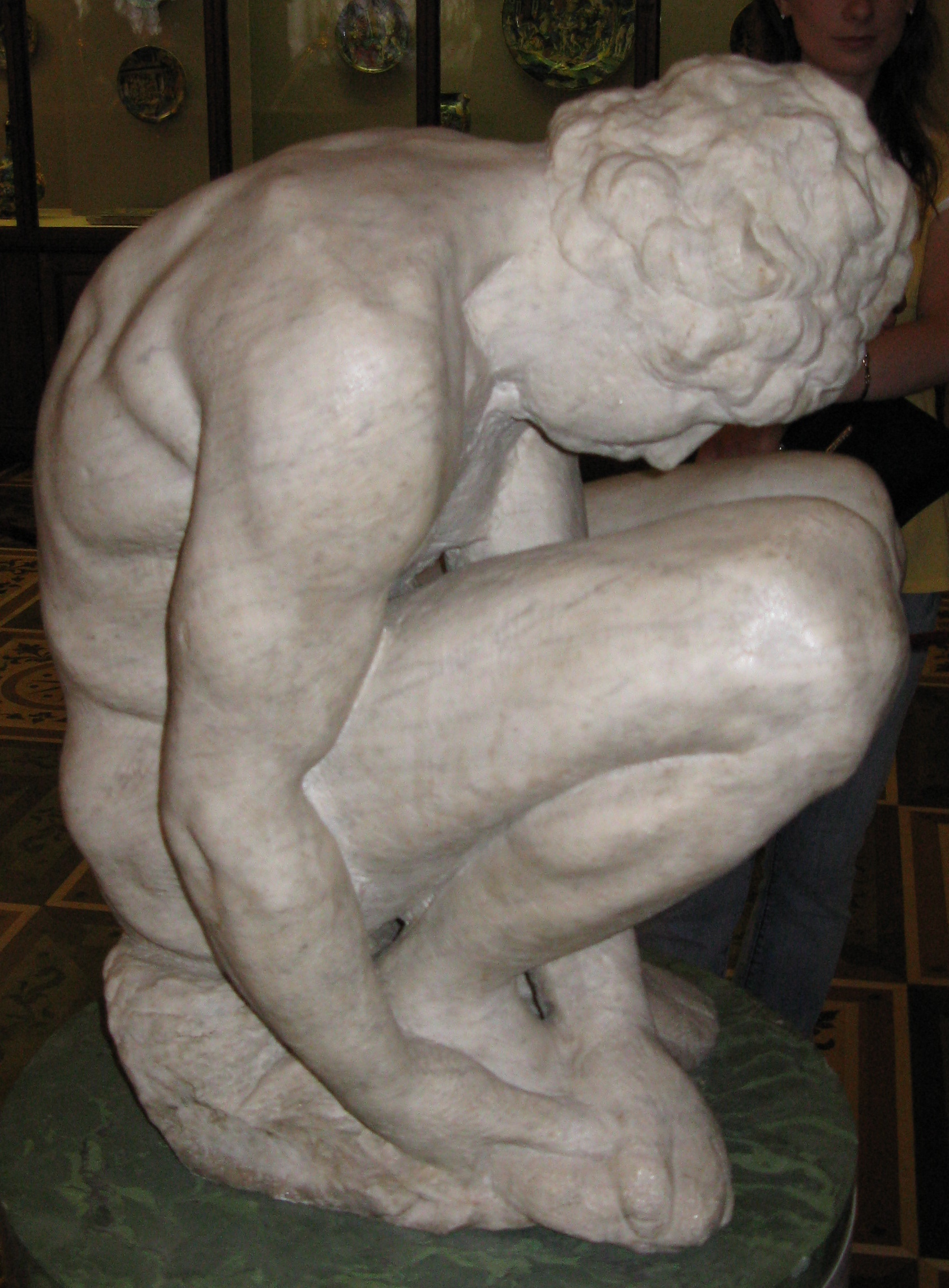
Хлопчик навколішках. Ермітаж.

Митець навідсіч відмовлявся робити портрети. Не зробив винятку і для герцогів Лоренцо і Джуліано. Він подав їх як втілення узагальнених, ідеалізованих осіб — дійової та споглядальної. Натяком на скороминущість їх життя були і алегоричні фігури перебігу доби — Ніч, Ранок, День і Вечір. Трикутну композицію надгробку доповнювали вже на підлозі фігури лежачих річкових богів. Останні — натяк на невпинний плин часу. Тлом слугувала стіна, композиційно обіграна нішами і пілястрами, доповнена декоративними фігурами. Над надгробком Лоренцо планували розмістити гірлянди, лицарські обладунки і чотири декоративні фігурки хлопчиків навколішках (єдиний створений з них — пізніше буде проданий в Англію. Зі збірки Лайд Брауна 1785 року його придбає для власних палацових колекцій російська імператриця Катерина II).
Над надгробком Джуліано путті в проєкті тримали великі мушлі, а в люнеті планувалась фреска. Окрім надгробків були ще вівтар і скульптури Мадонни з немовлям та двох святих лікарів — Косьми та Даміана, небесних патронів родини.

## Неповне втілення

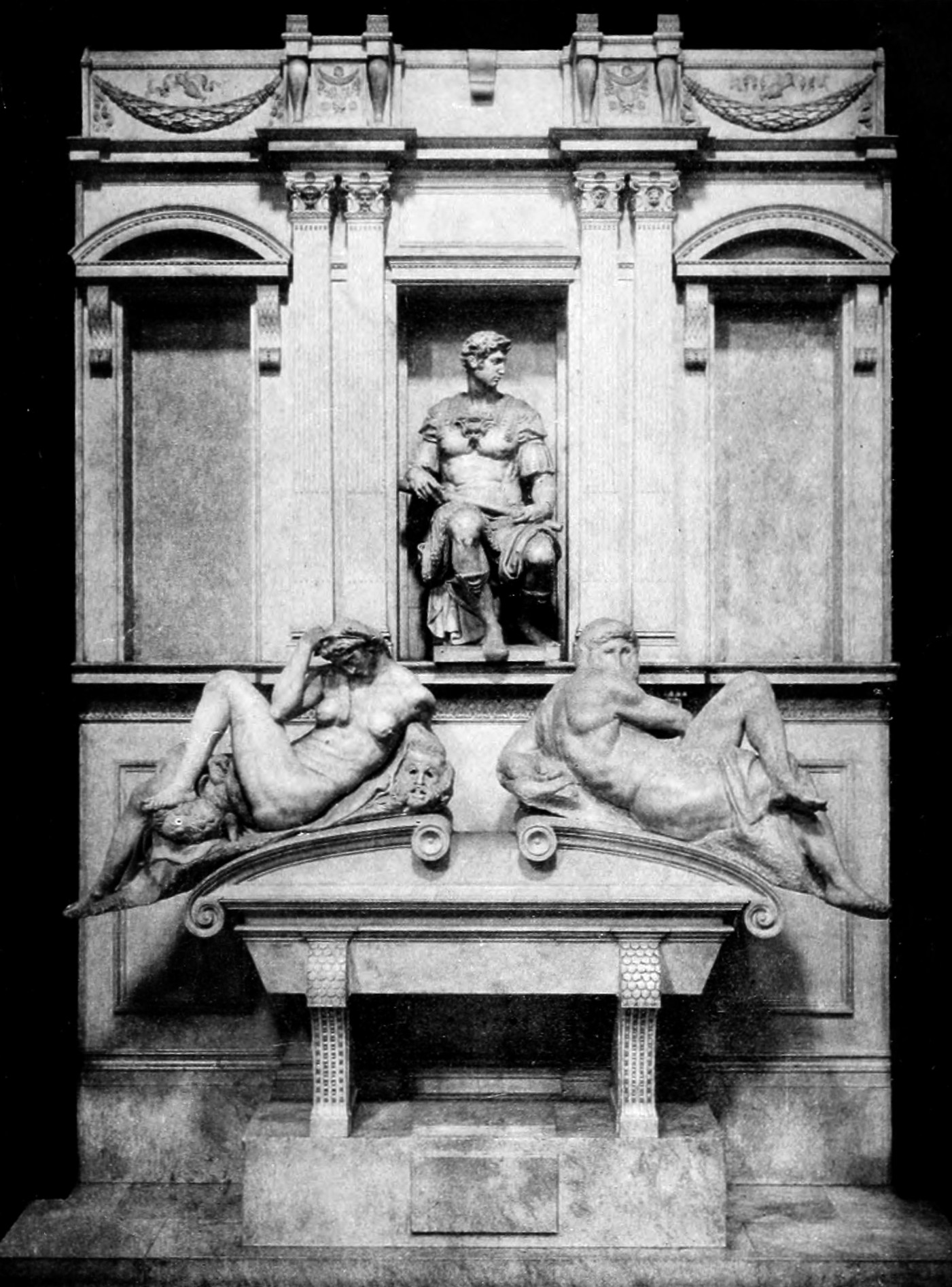
Нова сакристія церкви Сан Лоренцо. Надгробок Джуліано Медічі

Каплиця Медічі — невелике приміщення, квадратне за планом, бічна довжина стіни якої дорівнює дванадцяти метрам. На архітектуру споруди вплинув Пантеон в Римі, уславлений зразок купольної споруди давньоримських майстрів. Мікеланджело створив в рідному місті його малий варіант. Ззовні буденна і висока споруда справляє неприємне враження шорсткуватою поверхнею нічим не прикрашених мурів, монотонну поверхню яких розбивають рідкі вікна та купол зі світовим ліхтариком. Верхнє освітлення — практично єдине освітлення споруди, як і в римському Пантеоні.
Велетенський задум з великою кількістю скульптур не лякав митця, що почав працювати над проєктом в 45 років. Він таки встигне створити фігури обох герцогів, алегоричні фігури перебігу доби, хлопчика навколішках, Мадонну з немовлям та святих Косьму та Даміана. Дійсно завершеними були лише скульптури Лоренцо та Джуліано і алегорична фігура Ночі. Майстер навіть встиг зашліфувати їх поверхню. Значно менше пророблена поверхня Мадонни, хлопчика навколішках, алегорій Дня, Вечора та Ранка. Дивним чином недоопрацьованість фігур надала їм нової виразності, загрозливої сили і тривоги. Враженню туги сприяло і контрастне поєднання світлих стін з темними кольорами пілястр, карнизів, обрамлень вікон і арок люнетів. Тривожний настрій підтримували і страхітливі, тератологічні орнаменти фризів та маски на капітелях.
Фігури річкових богів були розроблені лише на малюнках та в ескізах. В готовому варіанті від них відмовились взагалі. Порожніми залишились і ніші обабіч фігур Лоренцо та Джуліано і люнети. Ніяк не розроблене і тло стіни за фігурами Мадонни з немовлям та святими Косьмою та Даміаном. За одним з варіантів тут теж планували створити пілястри і ніші. В люнеті — могла бути фреска на тему «Воскресіння Христове» як натяк на вічне життя померлих в потойбічному світі і яка є в ескізі.

## Мікеланджело— серед повстанців

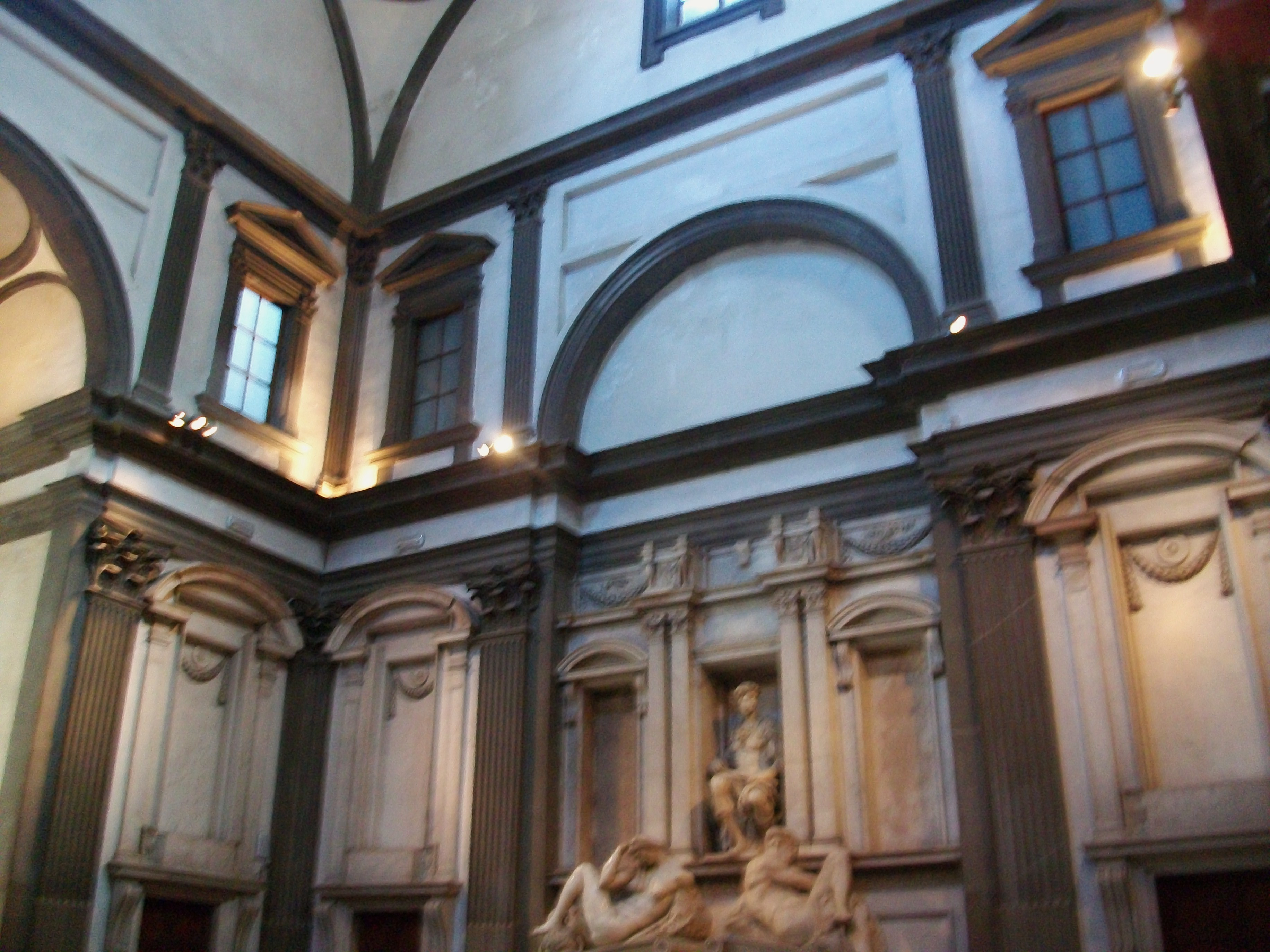

Праця над фігурами каплиці розтяглася майже на п'ятнадцять років і не принесла митцю задоволення кінцевим результатом, бо не була відповідною повному задуму. Зіпсувалися і його відносини з родиною. 1527 року по-республіканськи налаштовані флорентійці повстали і вигнали з міста всіх Медічі. Праця над каплицею припинилася. Мікеланджело став на бік повсталих, що посилило звинувачення у невдячності його давнім патронам і меценатам.  Флоренцію взяли в облогу вояки об'єднаних армій папи римського та імператора Карла. Тимчасовий уряд повсталих призначив Мікеланджело керівником усіх фортифікаційних споруд. Місто взяте 1531 року і влада Медічі у Флоренції була відновлена. Мікеланджело примусили продовжити працю в каплиці. Відтепер у нього були тривожні передчуття власної небезпеки від Медічі.
Мікеланджело, начерно завершивши скульптури, покинув Флоренцію, перебрався до Риму, де працював до смерті. Каплицю «збирали» за його проєктними рішеннями і встановили на відповідні місця недоопрацьовані скульптури. Фігури святих Косьми та Даміана зробили скульптори-помічники Монторсолі та Рафаело да Монтелупо.

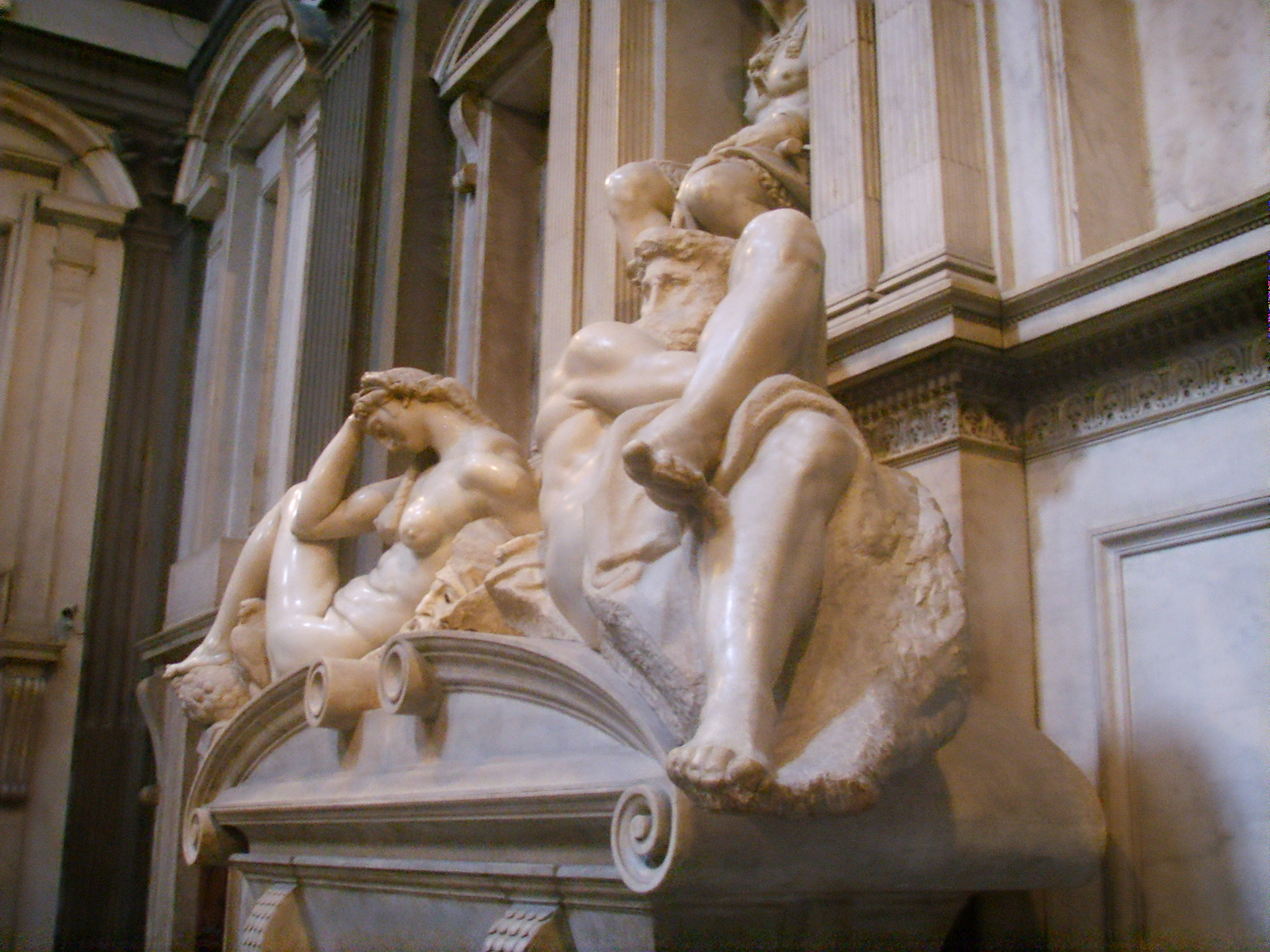
Надгробок Джуліано Медічі
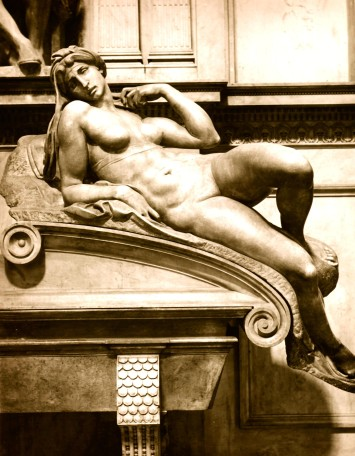
Ранок. Алегорича фігура
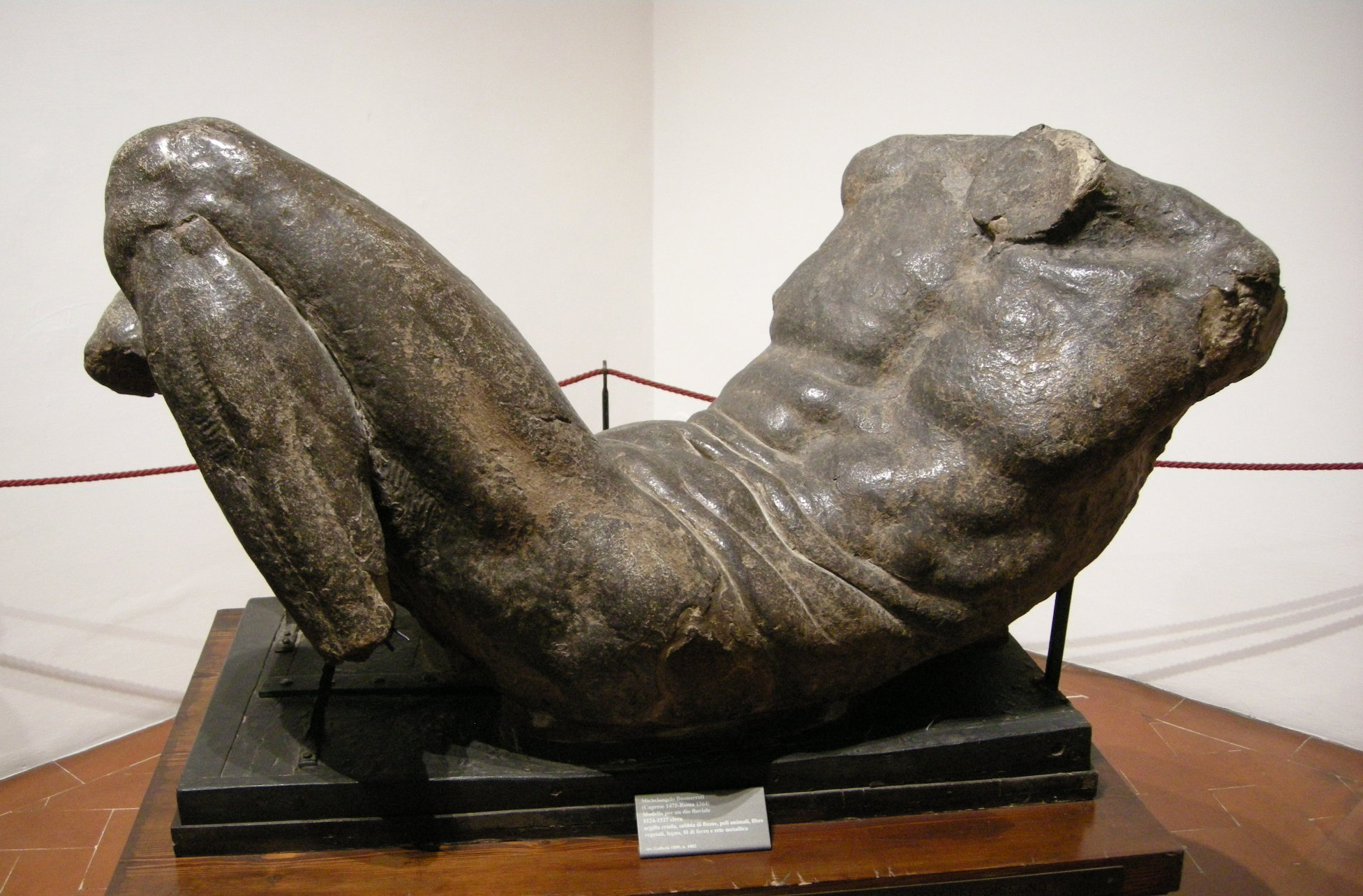
Скульптурна штудія фігури

## Для подальшого читання
- Баренбойм П. Д., Шиян С. Н. / Петр Баренбойм, Сергей Шиян. Микеланджело. Секреты капеллы Медичи. — М. : Слово/Slovo, 2006. — 192 с. — ISBN 5-85050-825-2. (рос.)
- Edith Balas. Michelangelo's Medici Chapel: a new Interpretation, Philadelphia, 1995. (англ.)
- James Beck, Antonio Paolucci, Bruno Santi. Michelangelo. The Medici Chapel, London, New York, 2000. (англ.)